# Обращение в русском речевом этикете

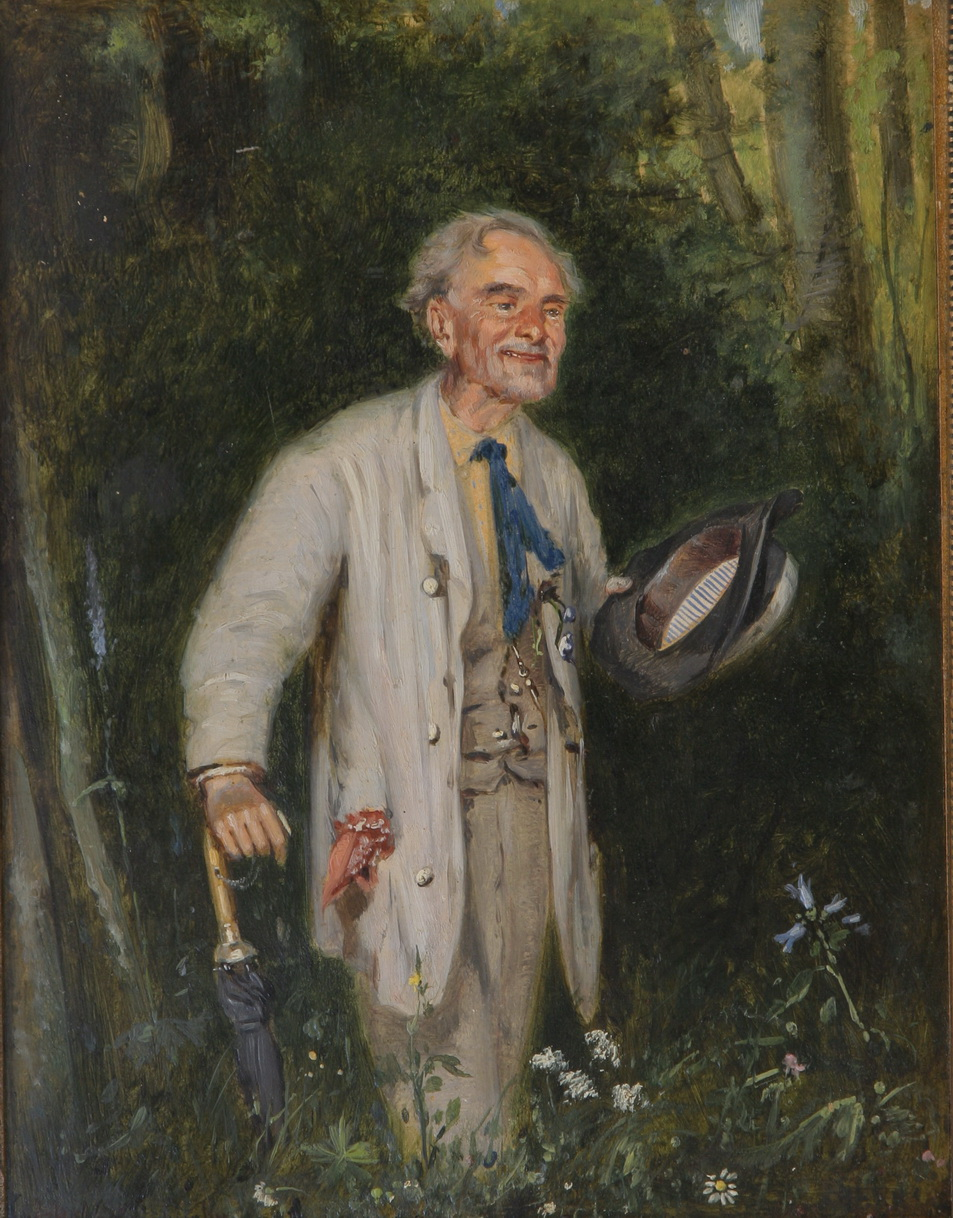
Новоскольцев А. Н. "Разрешите представиться", ок. 1889.

Обращение в русском речевом этикете — слово или сочетание слов, называющее адресата речи и характерное для русской речевой культуры. Формы обращения многократно менялись на протяжении всего развития русской истории, так как формировались в соответствии с национальными традициями своего времени.

## Исторический экскурс
Первые рекомендации касательно этикета обращения появились в 1717 году в учебнике «Юности честное зерцало, или Показания к житейскому обхождению», составленном по указу Петра I. В частности, там были такие строки: «У родителей речей перебивать не надлежит, и ниже прекословить… но ожидать, пока они выговорят». Также рекомендовалось «отца и матерь в великой чести содержать», а именно откликаться на их зов не иначе, как: «Чего изволите, государь батюшка» или «Что мне прикажете, государь» (на «вы»). Невежливыми считались ответы: «Что, чего надо, чего хочешь».
Также в XVIII веке, когда усилиями Петра I в России утверждается европейский стиль поведения, в русском языке появляется обращение на вы, заимствованное из Западной Европы. Изначально обращение во множественном числе к одному человеку имело другой смысл: ты один стоишь многих. Таким образом подчёркивалась особая вежливость друг к другу.
Помимо этого, использовались такие формулы титулования: официальным обращением было «милостивый государь», «милостивая государыня». Так обращались к незнакомым людям, либо при ссоре или внезапном охлаждении отношений. Кроме того, с таких обращений начинались все служебные документы.
Затем первый слог был отброшен, и появились слова «сударь», «сударыня».
В служебной среде (гражданской и военной) согласно «Табели о рангах» существовали такие правила обращения: от младшего по чину и званию требовалось обращение к старшему по титулу — от «Вашего благородия» до «Вашего высокопревосходительства»; к особам царской фамилии — «Ваше высочество» и «Ваше величество» (впоследствии к князьям императорской крови — «Ваша светлость»); к императору и его жене обращались «Ваше императорское величество»; великие князья титуловались «императорским высочеством» (при повторном обращении слово «императорское» могло опускаться). При обращении к представителям титулованной знати (5-я часть дворянских родословных книг) к графам и князьям обращались «Ваше сиятельство», к светлейшим князьям — «Ваша светлость».
Вышестоящие по службе обращались к подчинённым со словом «господин» с добавлением фамилии либо чина, к нижестоящим титулованным особам допускалось обращение по титулу («Сделайте одолжение, граф…»). Люди, равные по титулу, обращались друг к другу без формулы титулования (например, «Послушай, князь…»).
Податные сословия использовали такие обращения, как «барин», «барыня», «барышня», «сударь», «сударыня». При обращении к вышестоящему часто использовалась, вне зависимости от чина того, к кому обращались, форма «Ваше благородие», она была обязательной при обращении к дворянину, даже не служащему.
После Февральской революции чины, звания и титулы были упразднены Декретом об уничтожении сословий и гражданских чинов. С тех пор в русском языке так и не появилось альтернативного единого обращения к мужчине или женщине, в отличие от европейских стран. Обращения «товарищ», «гражданин» и «гражданка», вначале употреблявшиеся по отношению к товарищам по партии, во время и после Великой Отечественной войны стали использоваться как общепринятое обращение. Однако после распада CССР обращение «товарищ» потеряло популярность и сейчас практически нигде не используется (кроме российской армии).

## Выбор обращения
При выборе обращения в русском речевом этикете учитывается следующее:
- вид ситуации (официальная, неофициальная, полуофициальная);
- степень знакомства собеседника (незнакомые, малознакомые, хорошо знакомые);
- черты говорящего (говорит мужчина или женщина, начальник или подчиненный, старший или младший и др.);
- черты адресата, то есть того, к кому обращаются (к старшему или младшему, равному, нижестоящему или вышестоящему, мужчине или женщине);
- отношение к собеседнику (почтительное, нейтрально-вежливое, фамильярное).

## Формы «вы» и «ты»
Традиционно в русском речевом этикете преобладает обращение «вы», выражающее вежливое и уважительное отношение к собеседнику в официальной обстановке: в учреждениях, на работе, в общественных местах. Местоимение «Вы» употребляется преимущественно:
- по отношению к незнакомому или малознакомому собеседнику;
- по отношению к знакомому собеседнику, если у говорящего с ним официальные отношения (например, по отношению к коллеге, преподавателю, студенту, начальнику, подчинённому);
- к старшему по возрасту, к занимающему более высокое служебное положение (начальнику, руководителю);
- к официальным лицам в учреждениях, магазинах, ресторанах, в том числе к обслуживающему персоналу этих учреждений.

Обращение на «ты» преимущественно используется в неофициальной обстановке общения — дома, на отдыхе, на работе при неофициальном общении, в общении друзей друг с другом и демонстрирует дружеское или дружески-неофициальное отношение.
Местоимение «Ты» употребляется по отношению к:
- знакомому собеседнику, степень знакомства с которым достаточно высока и с которым говорящий ранее неоднократно общался;
- детям и очень молодым людям, если к ним обращаются взрослые;
- равному или младшему по служебному положению;
- родителями своим детям и наоборот;
- незнакомым ровесникам в детской и молодёжной среде.

Крайним неуважением и грубым нарушением русского речевого этикета является обращение на «ты» младшего к старшему незнакомому человеку. Дурным тоном также считается обращаться на «ты» к обслуживающему персоналу учреждений.
Обращение на «ты» начальника к своему подчинённому корректно только в том случае, если подчинённый также может называть начальника на «ты» в аналогичной ситуации, то есть если между ними неофициальные отношения. В противном случае налицо грубое нарушение речевого этикета.

## Переход с «вы» на «ты» и с «ты» на «вы»
Большое значение имеет возможность перехода собеседников по общению с одной формы обращения к другой. Такой переход означает важные изменения в отношении людей друг к другу. Переход с «вы» на «ты» значит переход от сдержанно-нейтральных к дружеским отношениям собеседников.
Как правило, этикет предусматривает определённое время для перехода на «ты». Важно, чтобы желание неформального общения было взаимным, иначе собеседник, предложивший перейти на «ты» и получивший отказ, попадает в неловкую ситуацию. Односторонний переход на «ты» недопустим, так как показывает неуважение и пренебрежение к собеседнику.
Переход с «ты» на «вы» — явление более редкое, но тем не менее присутствующее в русском речевом этикете. Такой переход происходит при ухудшении отношений между собеседниками и может быть следствием какой-либо обиды или ссоры. Переход на «вы» после «ты» сигнализирует о серьёзных разногласиях между партнерами по общению, это демонстрация желания свести отношения к сугубо официальным.
Подобный переход осуществляется также в ситуациях, когда происходит общение в официальной обстановке группы людей, некоторые из которых могут быть в неофициальной обстановке друг с другом на «ты», но не могут позволить себе этого, находясь в группе. В таком случае смена обращения говорит не об изменении отношений между партнерами, а об изменении ситуации, в которой они находятся (например, при студентах преподаватели обычно обращаются друг к другу на «вы», хотя между собой могут общаться неформально).

## Формулы обращения
Часто в русском речевом этикете используются формулы обращения без называния собеседника: «Простите, как пройти…?», «Извините, можно вас на минутку?», «Простите, можно вас спросить?», «Будьте добры, скажите…» и т. д. Эти формулы используются как в официальной, так и в неофициальной обстановке и являются нейтрально-вежливыми.
Более вежливые и длинные формулы: «Не затруднит ли вас сказать мне…», «Прошу прощения за беспокойство, вы мне не скажете…» Как правило, они используются в случаях, когда собеседник никуда не торопится.
Грубыми считаются формулы обращения вроде «Эй, а где тут…», «Слушай, ты знаешь, где…» .
Ответная формула требует от собеседника реакции на вопрос и тоже часто начинается со слов: «Простите», «Извините» (в том случае, если собеседник не может помочь) — «Простите, я не в курсе» . Иногда эти формулы сопровождаются предложением обратиться к другому человеку: «Спросите у полицейского», так как выражают желание помочь собеседнику по мере возможностей.
Неэтикетными считаются формулы: «Что?», «Что вам надо?» и т. д.

## Именные обращения
В русском языке существует несколько вариантов обращения по имени, на «ты». Есть полные имена — Ирина, Евгения, Александр и др., сокращённые или краткие имена — Ира, Женя, Саша и др., а также уменьшительно-ласкательные — Ирочка, Женечка, Сашенька и др.
Обращение по полному имени характерно для отстранённо-официального регистра общения, используется в официальной или полуофициальной обстановке общения, выражает подчёркнуто сдержанное отношение к собеседнику и чаще всего используется, когда предстоит серьёзный разговор, необходимо сделать замечание собеседнику: «Сергей, мне надо с тобой поговорить», «Татьяна, подойди сюда».
Краткие формы имён используются в дружески-неофициальном общении со знакомыми, родственниками одного возраста, в неофициальном общении, демонстрируют дружески-неофициальное отношение к партнеру; адресуются лицам своего возраста и
младше.
Уменьшительно-ласкательные формы, характеризуя дружески-неофициальный регистр общения, выражают ласковое отношение к собеседнику, используются преимущественно в неофициальных ситуациях, адресуются знакомым людям одного с говорящим возраста или младше.
Существуют также грубовато-фамильярные формы личных имен — Ирка, Колька, Танька, Гришка. Эти формы обращения широко используются детьми в школе при общении друг с другом в неофициальных ситуациях при равных отношениях друг с другом,
а также при упоминании друг о друге в разговоре. Решающую роль здесь играет интонация:
нейтральная или вежливая интонация делает подобное обращение дружески-неофициальным, а резкая, грубая превращает эти обращения в фамильярные, недопустимые в этикетном общении.
В русском общении возможно обращение по краткому имени, на «вы» к человеку, с которым вы не перешли на «ты», например: «Лена, я прошу вас сделать это для меня», «Сережа, я прошу вас прийти завтра к десяти» и др. Такое обращение относится к дружески-
неофициальному регистру, но приближается к нейтрально-вежливому; оно отражает стремление собеседника совместить стандартную вежливость (на «вы») с демонстрацией дружеского отношения к собеседнику.
Для русского общения обращение по имени и отчеству на «вы» — это традиционный способ обращения к взрослым, людям в нейтрально-вежливом регистре. Так обращаются в официальных и неофициальных, а также в полуофициальных ситуациях к малознакомым, к коллегам, с которыми нет особенно дружеских отношений, к начальнику, к старшему по возрасту.
Если по имени и отчеству, на «вы» обратились к молодому человеку, который в принципе ещё не может претендовать на обращение по отчеству, это является знаком выражения подчёркнутого уважения к нему со стороны говорящего.
Школьники, студенты, учащиеся различных других учебных заведений обращаются по имени, отчеству к своим учителям, преподавателям.
В медицинских учреждениях пациенты обращаются к медикам обычно по имени и отчеству (специфическое обращение «доктор» используется лишь в крайнем случае).
При обращении по имени и отчеству для русской разговорной речи характерно использование укороченных форм — МарьИванна, Анмихална, Федсемёныч и др. Такое произношение имени и отчества допускается этикетом общения. Полное и отчётливое проговаривание имени и отчества человека при обращении к нему, напротив, может свидетельствовать об избрании отстранённо-официального или повелительно-доминантного тона общения и лежит за пределами этикета.
Обращение по имени и отчеству на «ты» типа «Михаил Иванович, не знаешь, который час?», «Федор Семёнович, прошу тебя, сделай это!» чаще встречаются в речи мужчин среднего и старшего возраста, в неофициальных или полуофициальных ситуациях, когда люди хорошо знают друг друга, но близкими друзьями не являются. Часто такую форму общения избирают те, кто познакомился друг с другом уже в зрелом возрасте и считает неудобным переходить на обращение по имени. Такое обращение принадлежит дружески-неофициальному регистру общения, используется в основном между коллегами и соседями.
Обращение по отчеству на «ты», типа «Михалыч, Петровна» и прочее характерно преимущественно для сельской местности или для людей, сохраняющих в городе черты сельского общения. Такое обращение характеризует фамильярный коммуникативный регистр общения и является неэтикетным.
Обращение по фамилии принято в российских учебных заведениях по отношению к ученикам и студентам, в медицинских учреждениях по отношению к пациентам, в армии по отношению к рядовым со стороны старших по званию. Такие обращения находятся в рамках нейтрально-вежливого тона общения, они характерны для официальных ситуаций и являются для данных ситуаций нормой. Обращение по фамилии в неофициальной ситуации не принято, а если такое обращение имеет место, то это рассматривается как переход на сдержанно-вежливый тон (если такое обращение не является шутливым, что чаще всего и бывает). Обращение по фамилии в русском этикете считается пренебрежительным.
В целом обращение по фамилии в русском речевом этикете носит официальный нейтрально-вежливый характер.